# Alfabeto Unificado para a Escrita do Cabo-Verdiano
O Alfabeto Unificado para a Escrita do Cabo-Verdiano, mais conhecido como ALUPEC, é o alfabeto que foi oficialmente reconhecido pelo governo de Cabo Verde para a escrita do Cabo-verdiano.

## Descrição
Trata-se de um sistema fonético baseado no alfabeto latino, e estipula essencialmente que letras devem ser usadas para representar cada som. Esse sistema não estipula as regras de ortografia, em como deve ser escrita cada palavra ou como as palavras devem ser escritas no contexto da frase, embora tome «a liberdade de propor algumas formas possíveis, de que a padronização da escrita do Crioulo poderá revestir-se». É por esse motivo que a escrita do crioulo cabo-verdiano ainda não está normalizada, a mesma palavra ou a mesma frase pode aparecer representada de maneiras diferentes. Cada cabo-verdiano ainda continua a escrever idiossincraticamente, ou seja, cada pessoa que escreve em crioulo escreve na sua própria variante, no seu próprio sociolecto e no seu próprio idiolecto.
Os textos descritivos do ALUPEC definem o mesmo como um «sistema constituído por 23 letras e quatro dígrafos». O que esses textos não especificam é que ainda contém a letra Y e o dígrafo RR.
Documentos mais antigos (1994) mostravam a seguinte ordem:
Documentos posteriores (depois de 1998) mostram a seguinte ordem:
O ALUPEC aproxima-se de um sistema fonético perfeito, onde quase todas as letras representam apenas um som, e quase todos os sons são representados apenas por uma letra. As vogais podem ter um acento gráfico, mas o sistema não considera as letras com acentos como letras separadas.
| Letra | Som        | Descrição                                                                                |
| a     | /a/ ou /ɐ/ | como o a do português pá ou como o a do português (europeu) para                         |
| á     | /a/        | como o a do português pá                                                                 |
| â     | /ɐ/        | como o a do português (europeu) para                                                     |
| b     | /b/        | como o b do português banho                                                              |
| s     | /s/        | sempre como o s do português sim, nunca como o z do português zero                       |
| d     | /d/        | como o d do português dedo                                                               |
| e     | /e/        | como o e do português dedo, nunca como o i do português filho                            |
| é     | /ɛ/        | como o e do português ferro                                                              |
| ê     | /e/        | como o e do português dedo                                                               |
| f     | /f/        | como o f do português ferro                                                              |
| g     | /ɡ/        | sempre como o g do português gato, nunca como o j do português já                        |
| h     |            | usado apenas nos dígrafos lh e nh                                                        |
| i     | /i/ ou /j/ | como o i do português vi ou como o i do português pai                                    |
| í     | /i/        | como o i do português vi                                                                 |
| j     | /ʒ/        | como o j do português já                                                                 |
| dj    | /d͡ʒ/       | como o j do inglês just ou o gi do italiano giorno                                       |
| l     | /l/        | como o l do francês elle                                                                 |
| lh    | /ʎ/        | como o lh do português filho                                                             |
| m     | /m/        | como o m do português mau                                                                |
| n     | /n/        | como o n do português não                                                                |
| nh    | /ɲ/        | como o nh do português ninho                                                             |
| n̈     | /ŋ/        | (n com trema) como o ng do inglês king; ver esta nota                                    |
| o     | /o/        | como o o do português amor nunca como o u do português tu                                |
| ó     | /ɔ/        | como o o do português porta                                                              |
| ô     | /o/        | como o o do português amor                                                               |
| p     | /p/        | como o p do português para                                                               |
| k     | /k/        | como o c do português caco                                                               |
| r     | /ɾ/ ou /ʀ/ | como o r do português porta ou como o r do português rato                                |
| rr    | /ʀ/        | como o rr do português ferro                                                             |
| t     | /t/        | como o t do português tu                                                                 |
| u     | /u/ ou /w/ | como o u do português tu ou como o u do português mau                                    |
| ú     | /u/        | como o u do português tu                                                                 |
| v     | /v/        | como o v do português vi                                                                 |
| x     | /ʃ/        | como o x do português bruxa, nunca como nas palavras em português sexo, próximo ou exame |
| tx    | /t͡ʃ/       | como o ch do inglês chair, do espanhol chico ou o ci do italiano cielo                   |
| z     | /z/        | como o z do português zero                                                               |

Notas adicionais:
- A letra y é usada apenas para representar a conjunção copulativa (correspondente a «e» em português).
- A letra r tem o som /ʀ/ apenas em início de palavra.
- A letra n em fim de sílaba não é pronunciada, apenas indica a nasalidade da vogal anterior.
- O pronome pessoal que representa a forma de sujeito da primeira pessoa do singular é escrita sempre com a letra N maiúscula, seja qual for a pronúncia, seja qual for a variante do crioulo.
- Os acentos gráficos são usados para indicar a sílaba tónica em palavras proparoxítonas e para indicar a sílaba tónica em palavras oxítonas que não acabem em consoante; o acento agudo é ainda usado em palavras paroxítonas quando a sílaba tónica contém os sons /ɛ/ ou /ɔ/.

## História
O ALUPEC emergiu em 31 de Maio de 1994, derivado do alfabeto proposto pelo Colóquio Linguístico de Mindelo, em 1979. Foi elaborado pelo chamado Grupo de Padronização da Língua Cabo-Verdiana, constituído, entre outros, por Manuel Veiga, Alice Matos, Dulce Almada Duarte, Eduardo Cardoso, Inês Brito, José Luís Hopffer Almada e Tomé Varela.
Em 20 de Julho de 1998, o ALUPEC foi aprovado pelo Conselho de Ministros de Cabo Verde, como modelo experimental, durante um período de cinco anos. Segundo o porta-voz do Conselho de Ministros, o ALUPEC teria «em conta a diversidade da língua cabo-verdiana em todas as ilhas, devendo apenas depois desse período experimental pensar-se a sua introdução no sistema de ensino».
Em 2005, o ALUPEC foi reconhecido pelo governo de Cabo Verde como sistema viável para a escrita do cabo-verdiano, sendo até à data, o único oficialmente reconhecido pelo mesmo governo. Apesar de ser o único oficialmente reconhecido, a mesma lei permite o uso de outros modelos de escrita, «desde que apresentados de forma sistematizada e científica».

## Situação presente
Apesar de ter sido oficialmente reconhecido pelo governo, o ALUPEC não tem uso oficial nem obrigatório, sendo usado apenas por entusiastas.